# Gene Davis

Zawodnik Oklahoma State Cowboys

Eugene Lee „Gene” Davis (ur. 17 listopada 1945 w Missouli) – amerykański zapaśnik walczący w stylu wolnym. Dwukrotny olimpijczyk. Brązowy medalista z Montrealu 1976 i odpadł w Monachium 1972. Walczył w wadze do 62 kg.
Czwarty na mistrzostwach świata w 1971, a szósty w 1974. Drugi w Pucharze Świata w 1976 roku.
Zawodnik Hellgate High School z Missoula i Oklahoma State University. Trzy razy All-American (1965–1967) w NCAA Division I, pierwszy w 1966; trzeci w 1967; czwarty w 1965 roku.